# Mögel-Dellinger-Effekt

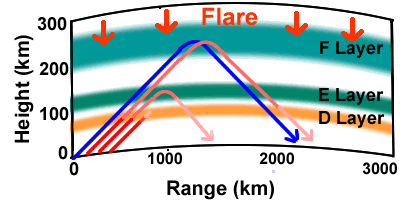
Die Ausbreitungsbedingungen bei einem Flare (rote Strahlen)
verglichen mit denen einer normalen, ruhigen Ionosphäre (blauer Strahl):
Die erhöhte Elektronendichte führt zu erhöhter Dämpfung in der D-Schicht (mattes Rot) bis hin zum totalen Signalverlust oder ungewöhnlicher Brechung an der E-Schicht.

Der Mögel-Dellinger-Effekt beschreibt einen kurzzeitigen Ausfall von primär Kurzwellenverbindungen und deren Ausbreitung über die Raumwelle, ausgelöst durch Sonneneruptionen. Entdeckt wurde der Effekt um das Jahr 1930 von dem Deutschen Hans Mögel. 1935 hat ihn der Amerikaner John Howard Dellinger dem US-Standardisierungsamt (damals englisch National Bureau of Standards NBS, heute National Institute of Standards and Technology NIST) vorgestellt.

## Allgemeines
In Jahren mit erhöhter Sonnenaktivität kann es bei starken Sonneneruptionen oder Flares, zu einer erhöhten Strahlungsintensität im Röntgenbereich kommen. Trifft diese hochenergetische elektromagnetische Welle von der Eruption auf der Sonne auf die Erdatmosphäre, so kann die Röntgenstrahlung bis zur tiefliegenden D-Schicht der Ionosphäre in Höhen von ca. 70 km über der Erdoberfläche vordringen und diese stark ionisieren. Durch diese Ionisierung und somit die erhöhte Plasmadichte nimmt die Fähigkeit der D-Schicht zu, Kurzwellen zu absorbieren – bis hin zu deren vollständiger Auslöschung.
Der Mögel-Dellinger-Effekt tritt nur auf der Tagseite der Erde auf und dämpft Frequenzen etwa bis zu 30 MHz. Dadurch kann es zu einem teilweisen oder vollständigen Ausfall aller Kurzwellen-Radioverbindungen über die Raumwelle kommen. Das Phänomen kann einige Minuten bis zu mehreren Stunden dauern. Es ist im deutschsprachigen Raum auch unter dem Begriff Tote Viertelstunde bekannt. Im englischen Sprachraum spricht man von einem englisch short wave fadeout.
Der Extremfall der totalen Auslöschung aller Kurzwellen gehört zur Obergruppe der plötzlich auftretenden Ionosphärenstörungen, englisch sudden ionospheric disturbance (SID).